# Deja Vu (J. Cole)
Deja Vu è un singolo del rapper statunitense J. Cole, pubblicato il 10 gennaio 2017 come primo estratto dal suo quarto album in studio 4 Your Eyez Only.

## Antefatti
Il brano era stato registrato originariamente nel 2014 e doveva essere incluso nel terzo album in studio di Cole 2014 Forest Hills Drive.

## Descrizione
Il brano è stato prodotto da Vinylz, Boi-1da e Velous con la co-produzione di J. Cole stesso e di Ron Gilmore e contiene dei campionamenti del singolo di K. P. & Envyi del 1997 Swing My Way.

## Controversie
Il 9 dicembre 2016 i produttori del brano Vinylz e Boi-1da hanno accusato il produttore discografico statunitense Foreign Teck di avere utilizzato il beat di Deja Vu per il singolo del cantautore statunitense Bryson Tiller Exchange del 2016. Vinylz ha affermato di avere mandato il beat a Foreign Teck prima dell'uscita del brano e che pochi giorni dopo quest'ultimo aveva postato su Instagram una storia dove si poteva sentire un beat simile a quello di Deja Vu.

## Classifiche
| Classifica (2016-17) | Posizione massima |
| -------------------- | ----------------- |
| Australia            | 45                |
| Canada               | 7                 |
| Paesi Bassi          | 69                |
| Regno Unito          | 30                |
| Stati Uniti          | 7                 |
| Svezia               | 50                |
| Svizzera             | 46                |